# چبیژ
چبیژ (به لاتین: Trzebież) یک سکونتگاه مسکونی در لهستان است که در Gmina Police واقع شده‌است.

## خصوصیات
چبیژ ۲٬۵۰۰ نفر جمعیت دارد.